# Vik Sahay
Vikram "Vik" Sahay est un acteur canadien connu pour avoir tenu le rôle de Lester Patel dans la série de NBC, Chuck, et Ramma dans les téléfilms Roxy Hunter.

## Biographie
Vik Sahay est né à Ottawa, Canada de parents indiens. Il a étudié au Lycée d'arts de Canterbury  d'Ottawa puis à l'Université Concordia.
Vik Sahay a appris à exécuter une danse traditionnelle indienne avec son frère Sidharth Sahay. Cela lui a permis d'accéder vers 1979 aux plateaux télés You Can't Do That on Television. Il est aussi apparu dans de nombreuses séries. Ainsi, dans Radio Active, il jouait Kevin Calvin. Grâce à ce travail, il a pu apparaître dans la série Our Hero en tant que Dalal Vidya, rôle pour lequel il a obtenu en 2002 un Canadian Comedy Award. Succinctement, il a aussi joué  Anil Sharma dans la série de CBC, This is Wonderland (en), (VF: Le merveilleux monde d'Alice) durant les deuxième et troisième saisons, et Lester Patel dans Chuck depuis la première saison. En 2012, il tient le rôle du patron de Steve Stifler dans le film American Pie 4.

## Filmographie

### Cinéma
- 1996 : Hollow Point : Assistant de Livingston
- 1997 : Will Hunting : Nemesh/M.I.T. Student#3
- 2001 : Wings of Hope : Ricky
- 2005 : Amal : Vivek Jayaram
- 2007 : Long Pigs : Dr Hooshangi
- 2008 : The Rocker : Byron
- 2008 : Afghan Luke : Imran Sahar
- 2008 : Time Bomb : Samir/Habib
- 2012 : American Pie 4 (American Reunion) de Jon Hurwitz et Hayden Schlossberg : Prateek Duraiswamy
- 2012 : My Awkward Sexual Adventure : Dandak Sajal
- 2013 : Wer (en) : Eric Sarin
- 2015 : A Date with Miss Fortune (en) : Wilson

### Télévision
- 1998-1999 : Radio Active : Kevin Calvin (26 épisodes)
- 2000-2002 : Our Hero : Dalal Vidya (11 épisodes)
- 2005 : This Is Wonderland : Anil Sharma (21 épisodes)
- 2007 : Las Vegas : Pramil Nobay (saison 5, épisode 11)
- 2007 : Roxy Hunter and the Mystery of the Moody Ghost : Ramma
- 2007-2012 : Chuck : Lester Patel (91 épisodes)
- 2008 : Roxy Hunter and the Myth of the Mermaid : Ramma
- 2008 : Roxy Hunter and the Secret of the Shaman : Ramma
- 2008 : Roxy Hunter and the Horrific Halloween : Ramma
- 2013 : Bones : Akshay Mirza (saison 8, épisode 13)
- 2013 : NCIS : Enquêtes spéciales : (saison 10, épisode 14) (saison 12, épisode 10)
- 2013 : Mentalist : Nicholas Hong (saison 6, épisode 02)
- 2016 : X-Files : Aux frontières du réel : (saison 10, épisode 2)
- 2016 : Lucifer : Raymond (Saison 2, épisode 3)
- 2017 : Grimm : Dr Sanji Raju (Saison 6, épisode 8)
- 2017 : Preacher : Frank Patel (Saison 2, épisode 2)
- 2018 : Scorpion : Raja Bhatt (Saison 4, épisode 17)